# Абдураззаков, Убайдулла Аббасович
Убайдулла Аббасович Абдураззаков (10 сентября 1932 — 8 сентября 2005) — государственный деятель и дипломат Республики Узбекистан, чрезвычайный и полномочный посол (1993). Кандидат исторических наук (1966, диссертация «Компартия Узбекистана — организатор движения прогрессивных методов труда в сельском хозяйстве и укрепления его кадрами (1961—1965 гг.)»).

## Биография
В 1957 году окончил Ташкентский педагогический институт.
С 1952 года работал в системе образования республики. С 1954 года руководил комсомольскими организациями. С 1965 года — в Ташкентском областном комитете КП Узбекистана, ЦК КП Узбекистана, Совете Министров УзССР.
- 1971—1974 гг. — управляющий делами Совета Министров УзССР.
- 1974—1978 гг. — председатель исполкома Наманганского областного Совета народных депутатов.
- 1978—1987 гг. — первый заместитель Председателя правления республиканского общества «Знание».
- 1987—1990 гг. — главный редактор книжного издательства «Мехнат» («Труд»).
- 1990—1992 гг. — председатель Государственного комитета УзССР по печати.
- 1992 — 28 января 1993 гг. — министр иностранных дел Узбекистана.
- с 28 января 1993 г. — чрезвычайный и полномочный посол Узбекистана в Турции[1].

Член ЦК КП Узбекистана. В сентябре 1991 года вошёл в оргкомитет по подготовке учредительного съезда Народно-демократической партии Узбекистана (образованной на базе бывшей компартии). Дважды избирался депутатом ВС Узбекистана.
Женат, в браке двое сыновей.

## Сочинения
- Абдураззаков У. А., Пулатов Г. П., Город, победивший стихию. — Ташкент, «Узбекистан», 1974. — 212 с., 7 л. ил.
- Абдураззаков У. А., Важное звено идеологической работы на предприятии. — Ташкент, 1984.
- Абдураззаков У. А., Экономика социализма и рыночные отношения: опыт и проблемы. — Ташкент, 1990.